# トーテムポール

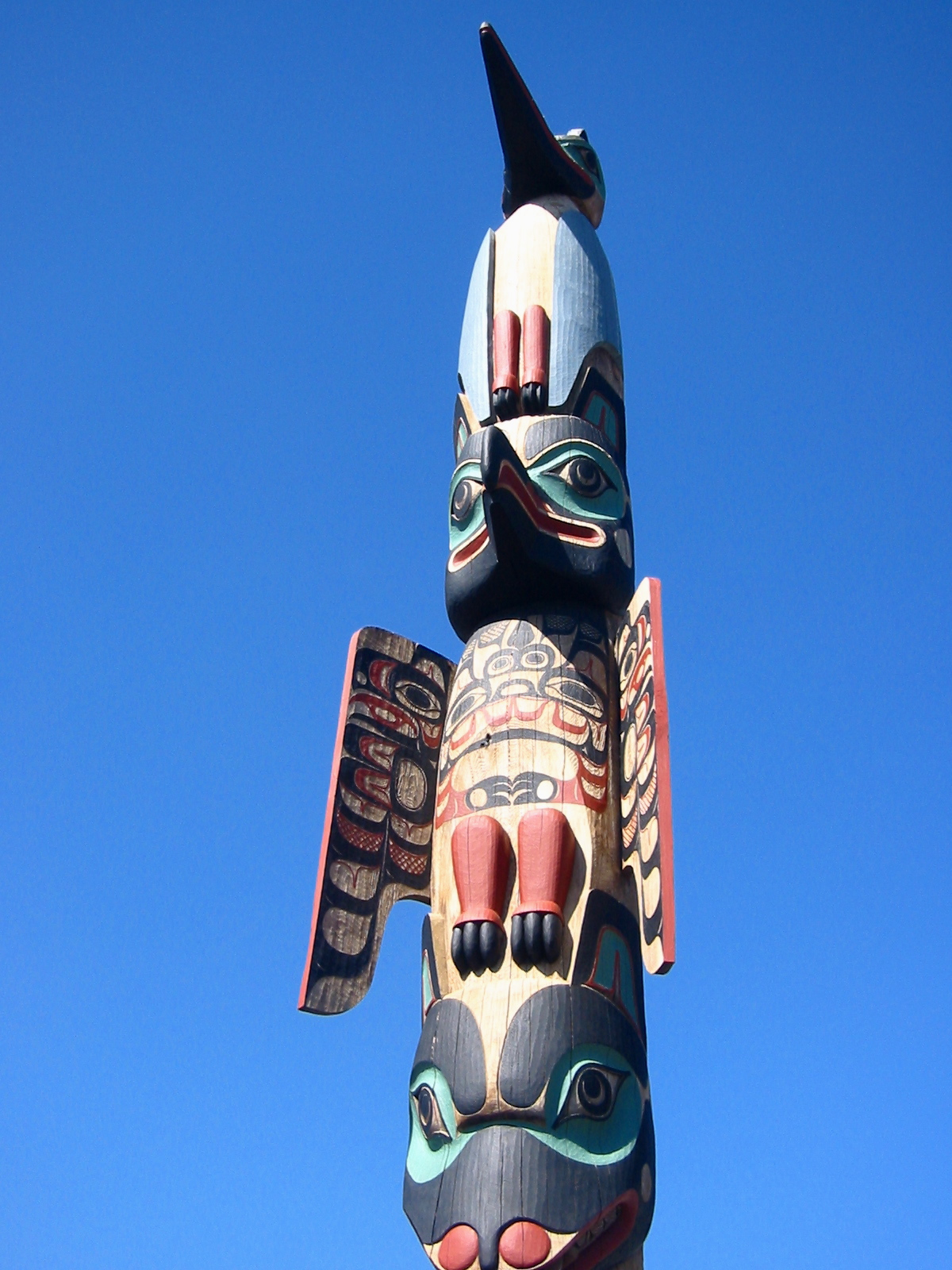
アラスカ州ケチカン市に建つトリンギット族のトーテムポール

トーテムポール（英語: totem pole）は、北アメリカ大陸の太平洋に面した北西沿岸部に住む先住民インディアン（Northwest Coast Indians）の多くが、彼らの家の中、家の前、あるいは墓地などに立ててきた柱状の木造彫刻の総称。
家族の出自、家系に関わる紋章や、「所有する」伝説、物語の登場者など文化的伝承に基づいて彫刻された。
彼らの彫刻柱の呼称には「トーテム」という表現があるものの、この地域の彫像は崇拝の対象としての偶像ではなく、宗教的な意味合いは全くないためトーテムポールという表現は正確なものとはいえない。しかし、現在まで長い間使用され続けた通称として、確立された表現となった。先住民たちは英語表現としては単に「ポール」（pole、「柱」） と呼ぶことが多い。

## トーテムポールを彫刻してきた人々
北西沿岸インディアン（Northwest Coast Indians）とかつて呼ばれた先住民の居住領域は、北はアメリカ合衆国アラスカ州の太平洋岸から、南はカリフォルニア州の最北端にまで達する、太平洋岸である。一般的に、沿岸から約100キロから150キロ前後内陸に入った段階で、彼らの領域は終わっている。
トーテムポールを彫ってきた地域は、このアラスカ州からブリティッシュ・コロンビア州太平洋岸に限られる。部族は北西沿岸の先住民のうち、おおよそ北から順にトリンギット族（クリンキット族）、ハイダ族、チムシャン族 （ツィムシャン族）、ベラクーラ族（ヌハルク族）、クワキウトル族（クヮクヮキワク族、クヮクヮカワク族、クワギル族などとも呼ばれる）、ヌーチャーヌルス族、沿岸セイリッシュ族（サリシ族とも発音される）である。ただしチムシャン族はニスガ族、ギックサン族、それに沿岸チムシャン族の三つの支族によって構成されている。
なお、北西沿岸の先住民たちを含め、アメリカ合衆国においてもカナダにおいても、先住民たちは、今日、「インディアン」という表現を避け、"First Nations People" 、"Native People"、"Indigenous People" を好んで使っている。この背景には、先住民たちが自分たちを呼称する場合には、個々の部族名を使うのが一般的であり、また、移民として数多くのインド大陸からの到着者が多くなり、誤解を生じやすくなったという事情がある。ただし、法律的には両国において依然として「インディアン」という表現が生きてはいるが、公の場において使われる言葉ではなくなっている。これは日本において法律的に「土人」という言葉が最近まで生きていたとはいえ、実際には長く使われてこなかったのと同様といえる。

## 歴史
トーテムポールの起源は明確ではないが、18世紀後半になり、白人が北アメリカ北西沿岸部をひんぱんに航海するようになったときには、すでにその存在が確認され、記録、報告されている。しかしながら、それ以前のトーテムポールの存在については確認することができない。その理由としては、太平洋岸北西部は雨の多い温帯雨林が広がるため木材が腐食しやすく、考古学的な調査によっても18世紀より古いものが発見されないためであり、また、北西沿岸の先住民は、トーテムポールは建立することに意義があり、保存や維持修復することには意義はないと考え、ゆえに、自然に朽ちるにまかせ、その地に返すものとしているからである。白人が一帯に進出し、とくに19世紀後半から20世紀にかけて、博物館などで保存するために収集が始められ、今日、それらを世界各地の博物館で見ることができる。
トーテムポールの彫刻と建立は19世紀の中ごろにピークを迎え、1860年代から白人が持ち込んだ天然痘を主とする伝染病によって先住民の人口が激減したことと、1885年にカナダ連邦政府によるポトラッチ禁止命令が出されたこと、さらに偶像を嫌ったキリスト教の宣教者の指導によって、急速に衰退していった。しかし、20世紀の前半にまず先住民の伝統文化に対する認識が高まり始め、古いトーテムポールの保存が始まり、第二次世界大戦後になり、積極的な保存・修復が各地で行われるようになった。そして、1950年代末から1960年代の初めには博物館における修復や、古い秀逸なトーテムポールの複製の制作が行われるようになった。そして1970年代以降には再び数多くのトーテムポールが彫刻され、建立されたが、これらは主に博物館や公共の場における展示品としてのものが多かった。しかし、1970年代後半以降になると、次第に伝統的な北西沿岸世界の先住民たちの個人的な象徴としてのトーテムポールが建立されるようになってきている。

## 目的
トーテムポールはハウスポスト（家柱）、すなわち家の中の屋根を支える柱として存在していたのが、18世紀の後半に白人の航海者によって確認されている。こうした彫刻柱には、その持ち主、あるいはその彫刻柱が立てられた対象者に関わる個人的な紋章や、彼らの一族に関わる物語の登場者が刻まれている。
独立柱と付属柱
独立柱は家屋から独立して建てられるトーテムポールで、付属柱は家屋の内部、あるいは外部に、建物の一部として立てられるトーテムポールである。
さらに、トーテムポール全体は建立された目的によって次のように分類することができる。
家柱（house post）
家柱は家屋の内部に立てられるもので、家を支えている柱として立てられるタイプと、家の内部の飾りとして立てられるタイプがある。前者の例としてはクワキウトル族のカミナリ鳥（サンダーバード）のデザインが著名。
家屋柱（house frontal post）、入り口柱（entrance pole）
これは家屋の前部中央に、建物の一部として立てられるもので、その家に住む家族の長の家系をあらわす紋章が刻まれるのが一般的である。家屋柱の最下部に楕円形の穴を開け、出入り口としたものをとくに入り口柱と呼んでいる。
記念柱（memorial pole）、墓標柱 (grave marker, grave post)
このトーテムポールは、個人、家族が係わった特別な事件、出来事、行事について記念するもので、個人、家族の紋章、さらに事件などを象徴的に彫り込むのが一般的である。墓地に特定の個人を記念するために立てるものは墓標柱として知られている。
墓棺柱（mortuary post）
非常にユニークなトーテムポールとして墓棺柱がある。これは彫刻柱の一部が棺桶として用意され、そこに遺体が納められたものである。墓棺柱はハイダ族の間でもっともたくさん立てられ、形式として単柱式と双柱式がある。
はずかしめの柱（shame pole, discredit pole）
はずかしめのトーテムポールはトリンギット族の間でいくつかの例がある。これは特定の個人、グループに対して、義務履行を請求するために立てられた彫刻柱で、相手をはずかしめることで、義務の履行を要求するというユニークなトーテムポールである。
領域柱（territorial marker）
このトーテムポールは、村はずれや浜辺などに立てられ、特定の部族の人々たちが、彼らの領域を他の人々に対して知らせるために立てたものである。
歓迎者像（welcome figure）
歓迎者像は、普通、人が両手を少しあげて、招待客を歓迎している形で彫刻される特別なトーテムポールである。ポトラッチのような催事において一時的に立てられる。
こうしたトーテムポールの建立においては、ポトラッチと呼ばれる大規模な宴会を催し、村人などにトーテムポール建立の由来、彫像の説明がされることになっている。このポトラッチなしにトーテムポールを建立することは北西沿岸インディアンの間においては伝統的なルールに対する違反行為であり、本来、トーテムポールを建立することで大変な名誉が得られるはずながら、むしろ、恥ずべき行為とさえされる。
日本では小学校の図工や中学校の美術や工作の課題として、また学級活動のひとつとして、しばしばトーテムポールが彫刻され立てられていることがあるが、これらは性格的な意味合いを考慮せず単に形状を模倣しただけのものがほとんどである。

## 彫像
トーテムポールには少なくともひとつ、場合によっては小さな像を含めると数十の彫像が彫られている。これらには陸上に見られる動物、鳥、海、川、湖に住む動物や魚、人間のような実際に存在するものがもっとも多い。また、先住民が語り伝えてきた神話や伝説に登場する怪物も見られるし、自然界の動物などでも超能力を備えた特別なものも見られる。数は多くはないが植物の彫刻も存在する。
彫像の多くは、トーテムポールの持ち主（あるいはトーテムポールが献じられた人）の紋章であることが普通である。北西沿岸の先住民の場合は、先祖から伝えられた紋章をいくつももち、それらをトーテムポールなどにいくつも掲げることができる。こうした紋章には、その紋章を使うようになった背景（普通、口承で伝えられてきた物語）がある。そのため、「トーテムポールには物語が存在する」ということが言われる。
場合によっては、紋章を組み合わせることで物語を語らせることがあるとされるが、あまり一般的ではなく、またそのようなかたちで正確に物語が伝えられているトーテムポールはめずらしい。
トーテムポール上の彫像は部族によって様式が確立されていて、彫刻者はその枠の中でデザインをしている。
彫像がどのような物語が関連しているかは、トーテムポールの建立の際に、彫刻者、あるいは所有者から建立式に参加した人々に対して説明が行われ、それが正式の記録とされる。
これらの彫像、彫像に関連した物語は特定の個人（その家族）に属した「（著作権のような）財産」と考えられ、所有者の許可がないと同じものを彫ったり、語ることはできないとされている。

## 部族による外観と様式
トーテムポールの外観はいろいろな動物、人（顔）、神話の登場者など様々な要素を積み重ねた形状をしている。使われる要素やデザインは部族によって異なり、外観上、二つのタイプに分けられる。
一つはトリンギット族（アメリカ合衆国、アラスカ州南東部）、ハイダ族（アラスカ州南東部とカナダ、ブリティッシュコロンビア州のハイダ・グワイ（クィーン・シャーロット諸島）、チムシャン族が属する北の様式で、彫刻柱のほとんどは木の地の色をそのままに残し、アクセントとなる部分にのみ黒と赤を塗った。場合によってはターコイズブルー（トルコ石の青色）が使われることもあった。
南ブリティッシュコロンビア（バンクーバー島およびその近くの大陸部）、およびアメリカ合衆国ワシントン州のワカシュ語（英: Wakashan languages）とセイリッシュ語（英: Salishan languages）を話すインディアン・先住民のトーテムポールは南の様式に属する。ワカシュ語族のクワキウトル族のトーテムポールはよく知られた典型的なもので、伝説の鳥サンダーバードの彫刻や多くの色（黒、赤、白、青、緑、黄色など）を使うことを特徴としている。伝統的な配色は、南部、北部とも、赤、黒、緑（青）の3色であり、クワキウトル族などの彫刻柱に見られる多彩な色は、白人との交易によってもたらされたものである。

## 彫刻柱の素材
伝統的に、トーテムポール彫刻に使われる木は、ベイスギ（レッド・シーダー）に限られている。ベイスギの分布はトーテムポールを立てる北西沿岸の先住民の伝統的な居住地域と一致する。ベイスギの材質は柔らかく、柾目であるために工作がしやすい。また湿気の多い場においても腐敗しにくい。彫刻直後には赤っぽい地色を見せるが、短期間のうちに灰色になり、それが一般的なトーテムポールの色となる。
モデルポール（小型の飾り、土産物用に制作されたもの）には、ベイスギ以外の木を使うことが多い。またハイダ族はハイダ・グワイに産出するアルジェライト（argillite）と呼ばれる黒い粘板岩を使って、独特の小型模型を作っている。

## トーテムポールを見ることができる場所
日本を含め、トーテムポールは世界各地の博物館や公園で見ることができる。トーテムポール彫刻と建立の伝統をもつ北アメリカ大陸の北西沿岸一帯（アメリカ、アラスカ州とワシントン州、カナダ、ブリティッシュ・コロンビア州）では、次の場所において見ることができる。
- バンクーバー
  - スタンレー公園（ブロックトンポイント）
  - UBC人類学博物館（ブリティッシュコロンビア大学）
- ビクトリア
  - ロイヤル・ブリティッシュ・コロンビア博物館（館内、および館外のサンダーバード公園）
  - ビーコンヒルパーク（公園内南西部）
- アラート・ベイ
  - バンクーバー島北部、セイリッシュ海（旧称ジョージア海峡）のコーモラント島にあるクワキウトル族の村
- ヘイゼルトンの一帯
  - ギックサン族の村（ギタンマアックス、ギタンヨウ、キスピオックス、キツェグクラ、キトワンガ）
- ハイダ・グワイ
  - ハイダ族の島ハイダ・グワイ（旧称クィーン・シャーロット諸島）のマセット
  - スキダゲット
  - ニンスティンツ（スカン・グアイ） - ハイダ・グワイ最南端にある村跡。ユネスコ世界遺産指定地。
- ケチカン
  - サックスマン先住民村
  - トーテム・バイト州立歴史公園
  - トーテム・ヘリテージ・センター
- ランゲル
  - ランゲル博物館
  - チーフ・シェークスの島と家屋
- シトカ
  - シトカ国立歴史公園（インディアン・リバー公園、トーテム公園）
- ジュノー
  - アラスカ州立博物館
- シアトル
  - ワシントン州立バーク自然史・文化博物館

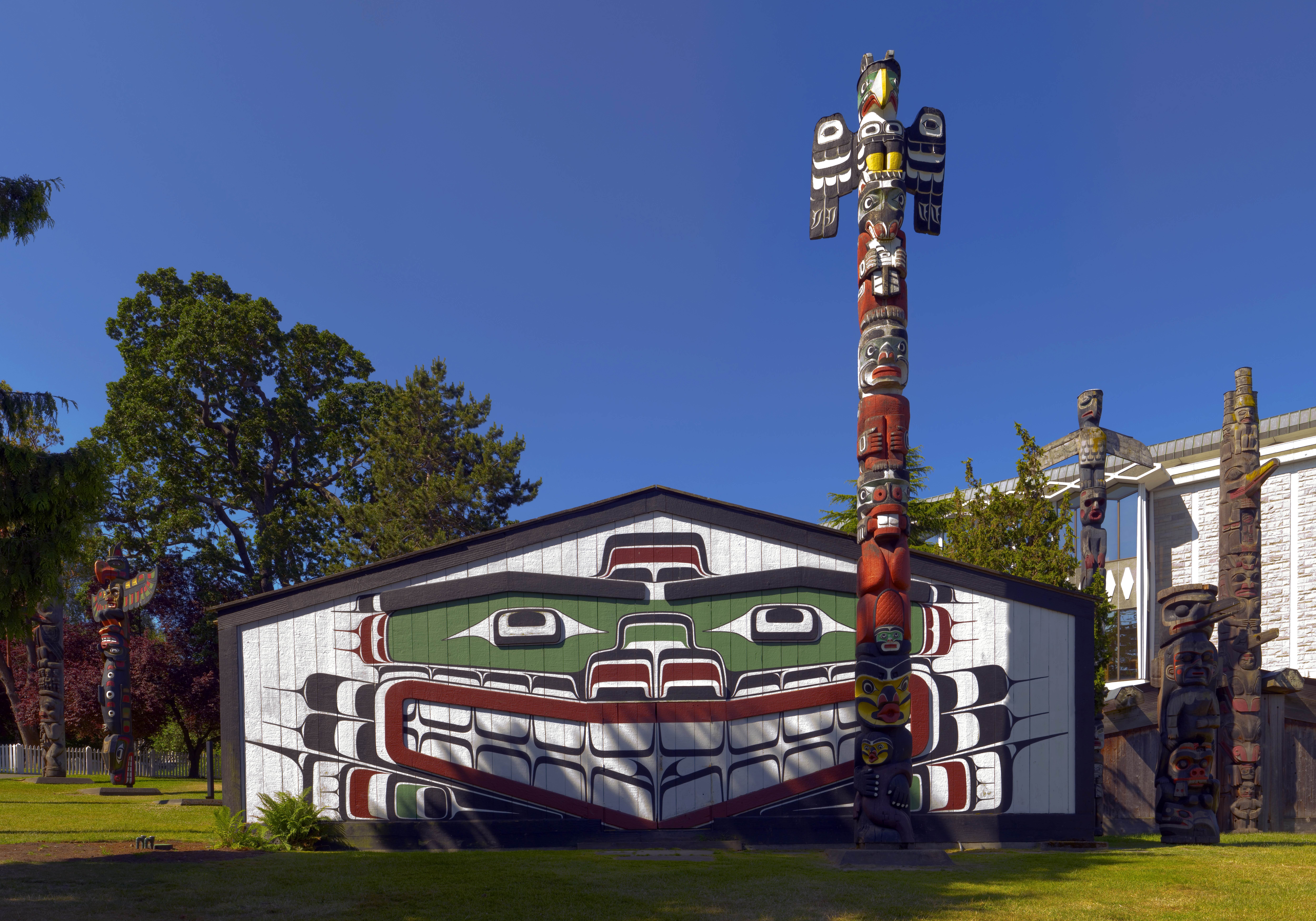
ロイヤル・ブリティッシュコロンビア博物館のサンダーバード公園にあるクワキウトル族の家屋とトーテムポール、ブリティッシュコロンビア州ビクトリア
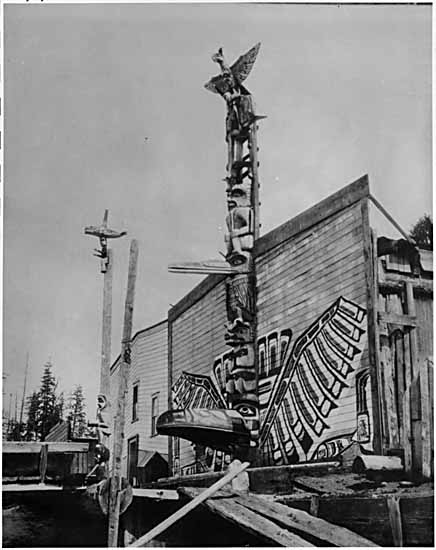
クワキウトル族のトーテムポール、ブリティッシュコロンビア州アラートベイ、1900年代
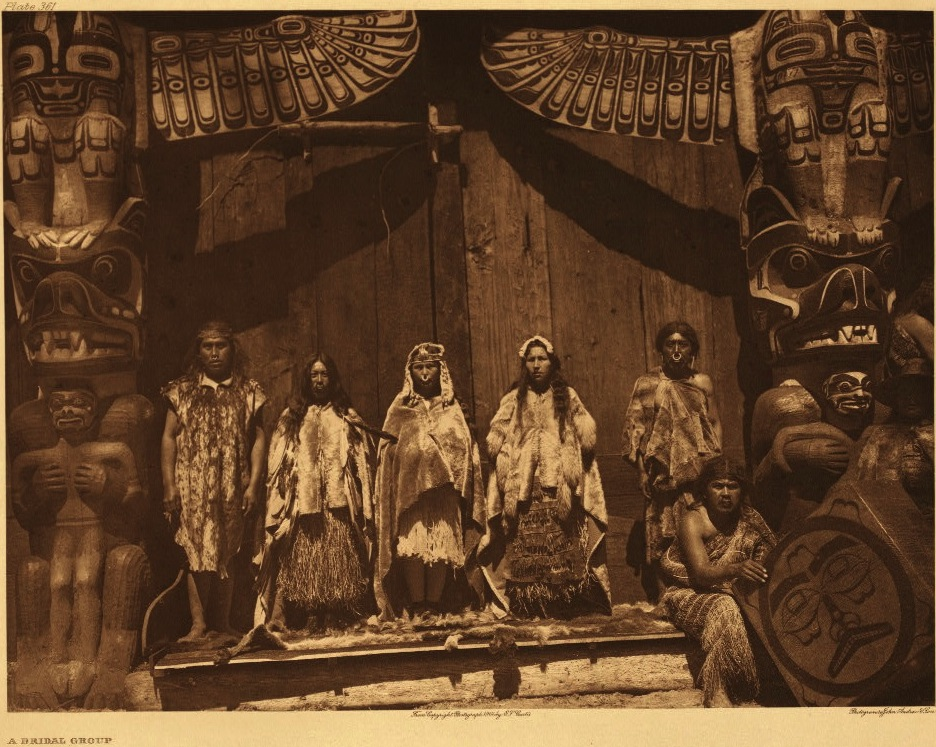
クワキウトル族のトーテムポール（20世紀初頭）
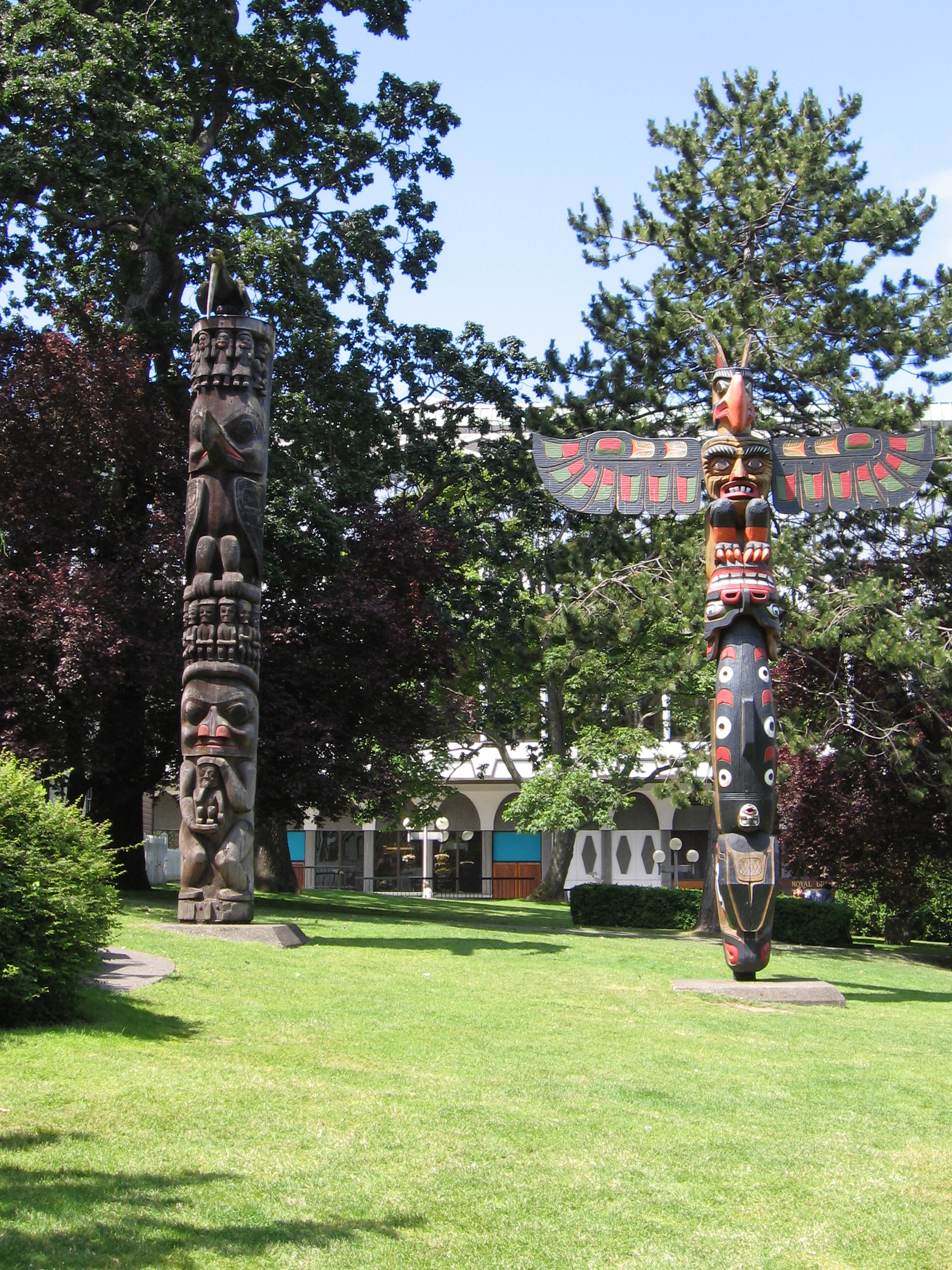
ギトクサン族（左）とクワキウトル族（右）のトーテムポール、BC州ビクトリア、サンダーバード公園
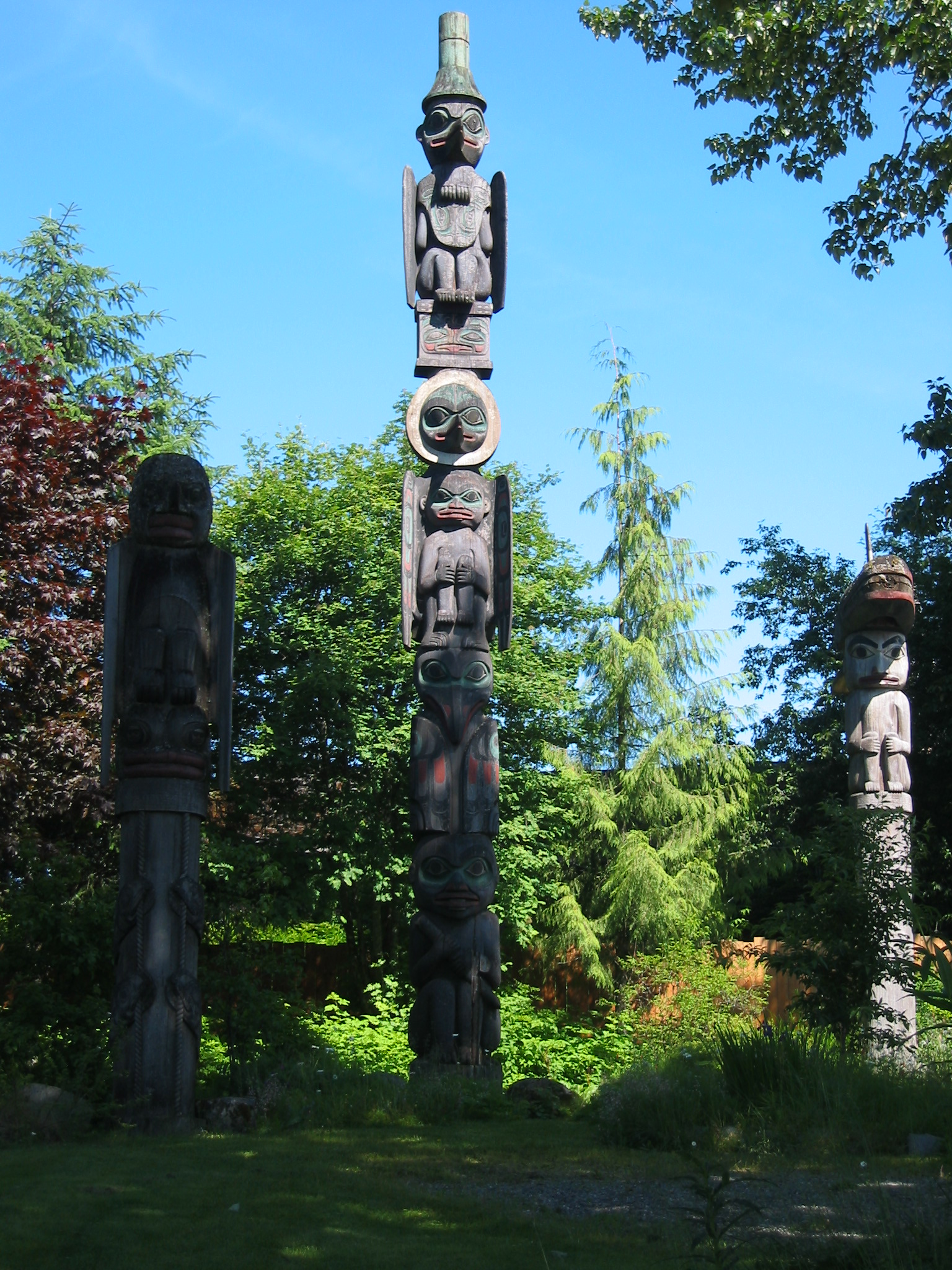
左から「一本脚の漁師」、「ワタリガラス」、「シャチ」のトーテムポール、アラスカ州ランゲル、キクサディ・トーテムパーク
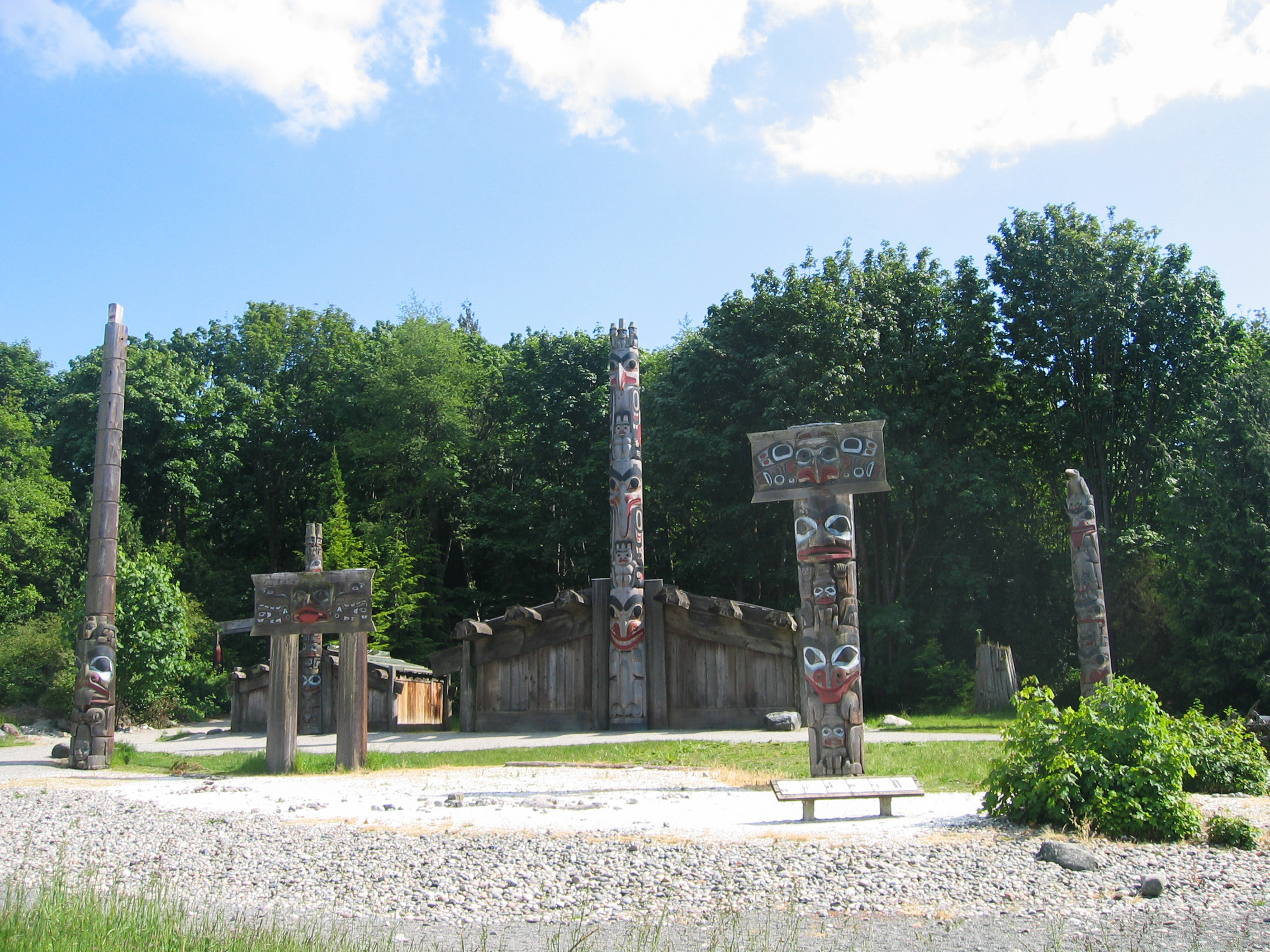
ブリティッシュコロンビア大学人類学博物館に再現された、トーテムポールが並ぶハイダ族の浜辺の村
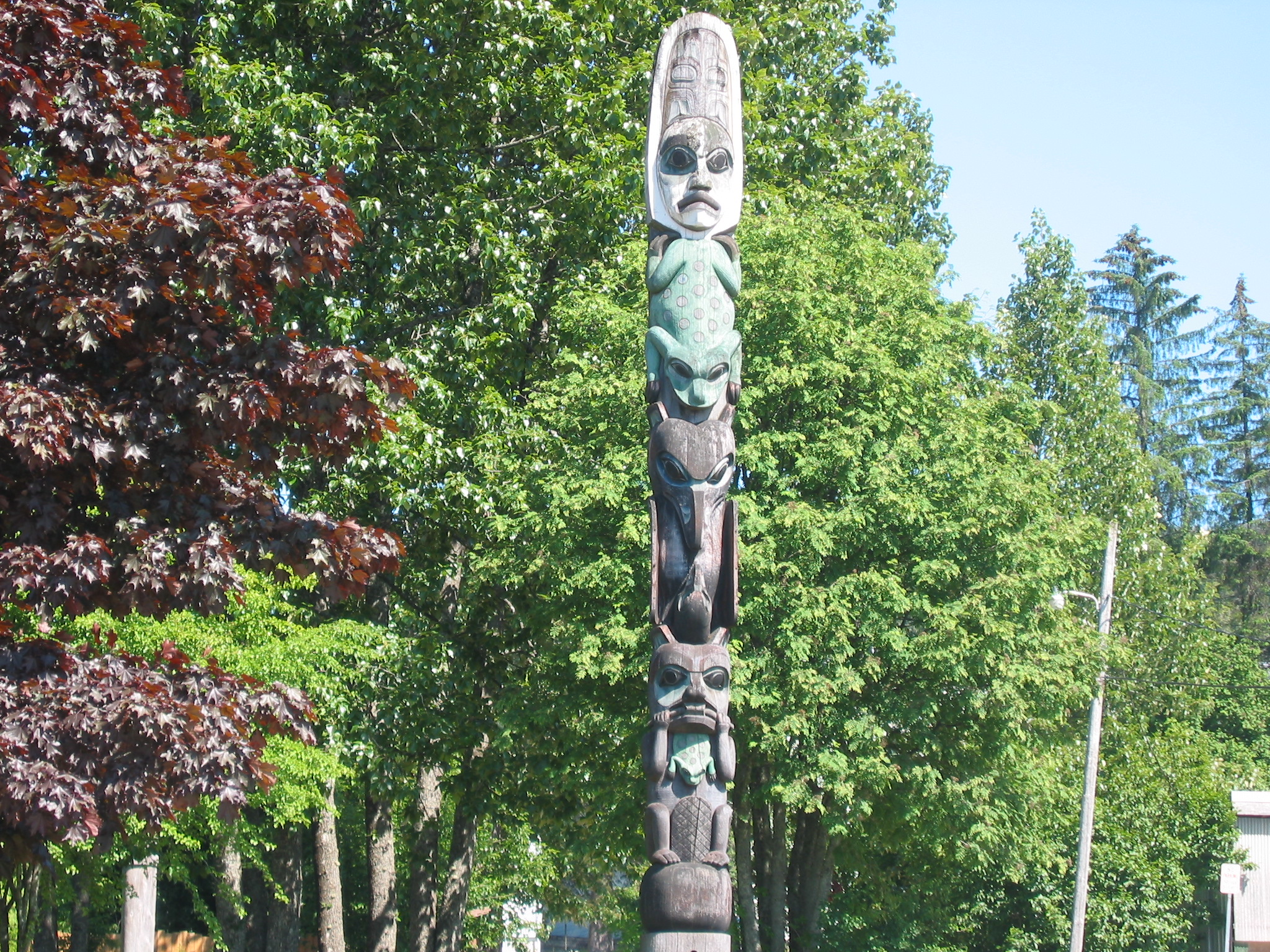
トリンギット族のトーテムポール、ランゲル、キクサディ・トーテムパーク
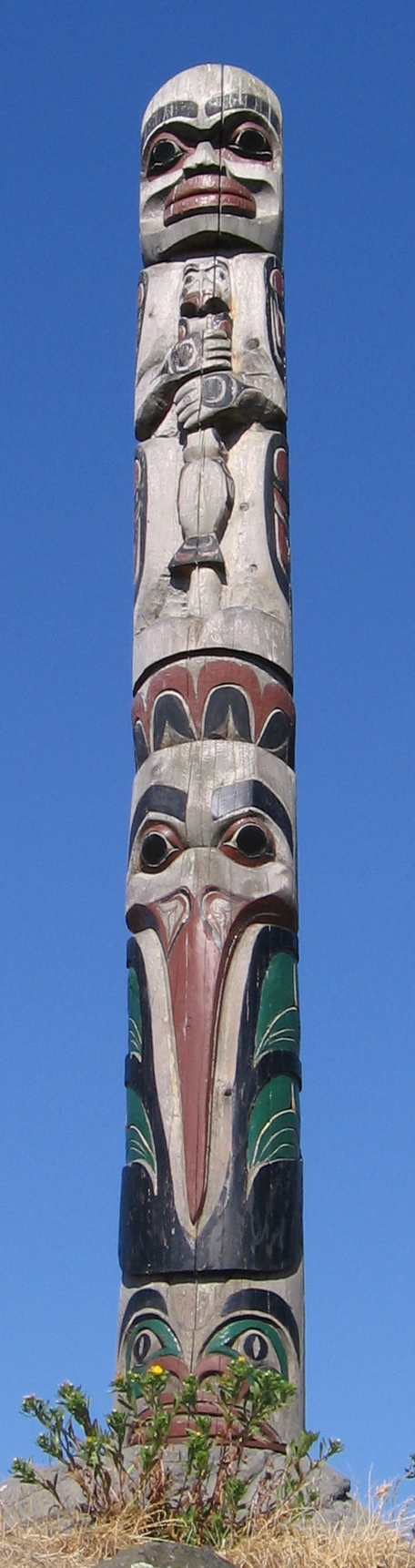
ヴィクトリアのトーテムパークにて
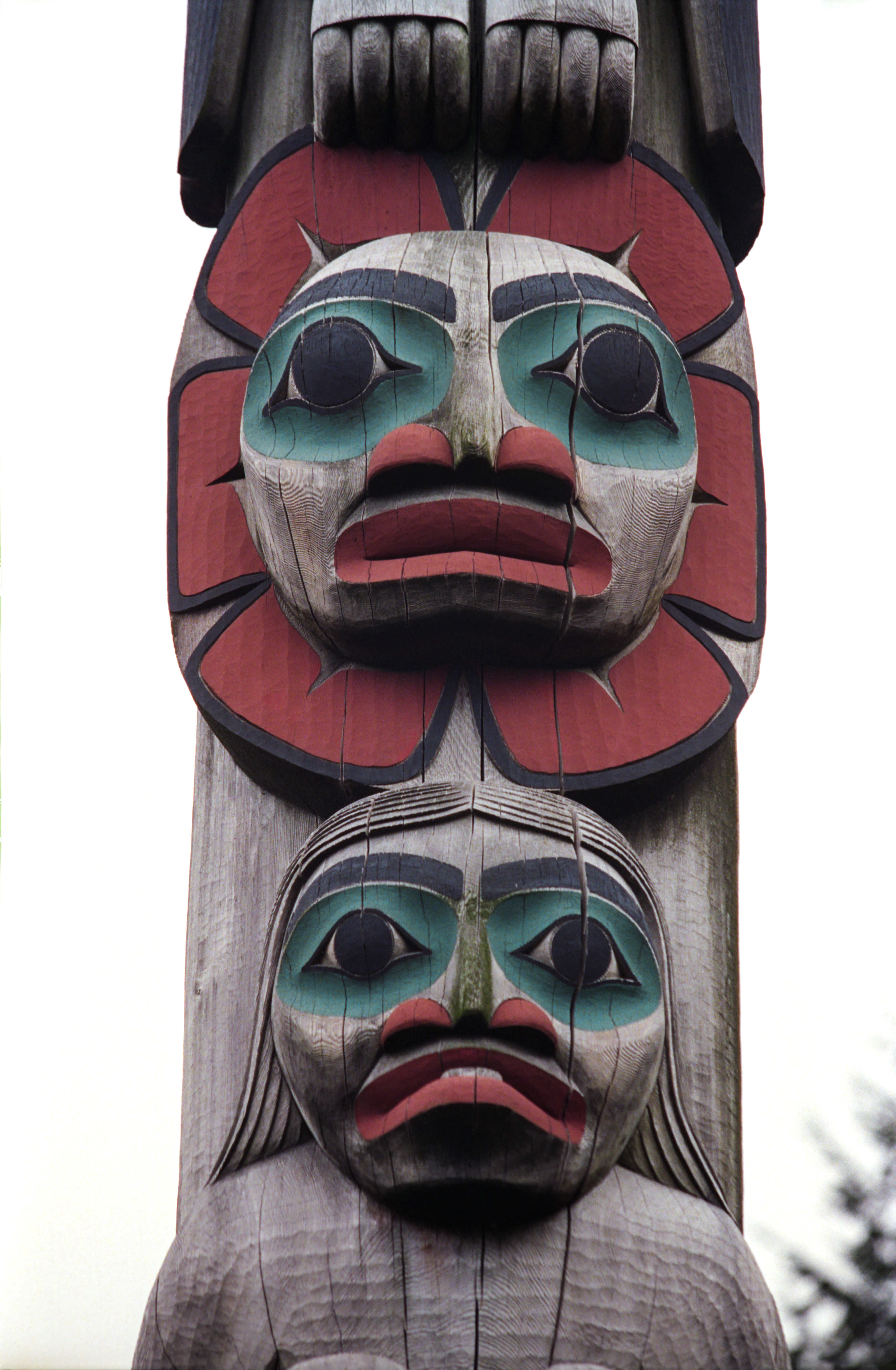
トーテムポール（部分）、サクスマントーテムパーク（ケチカン）にて
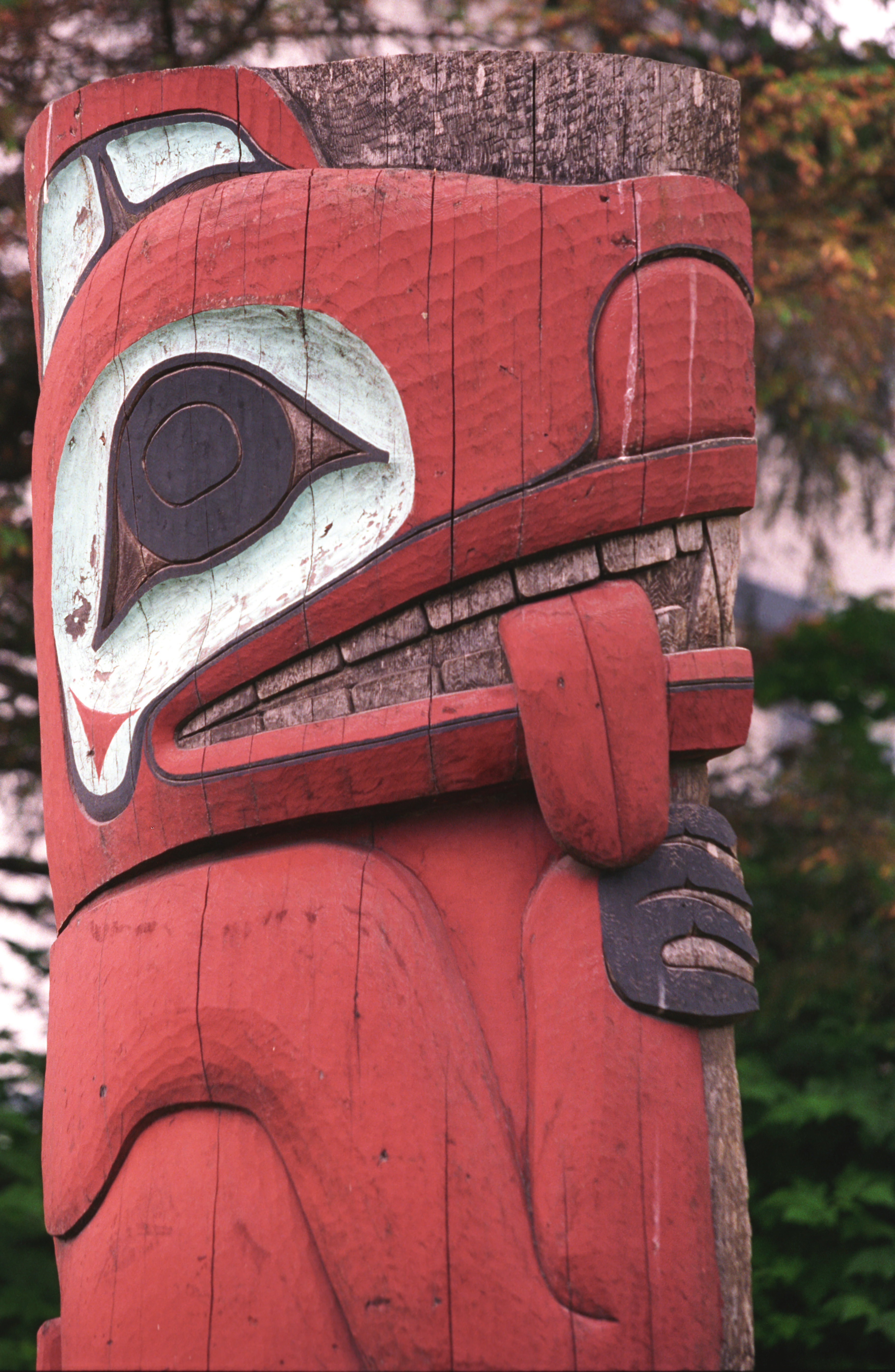
トーテムポール（部分）、サクスマントーテムパークにて　題名『疲れたオオカミ』
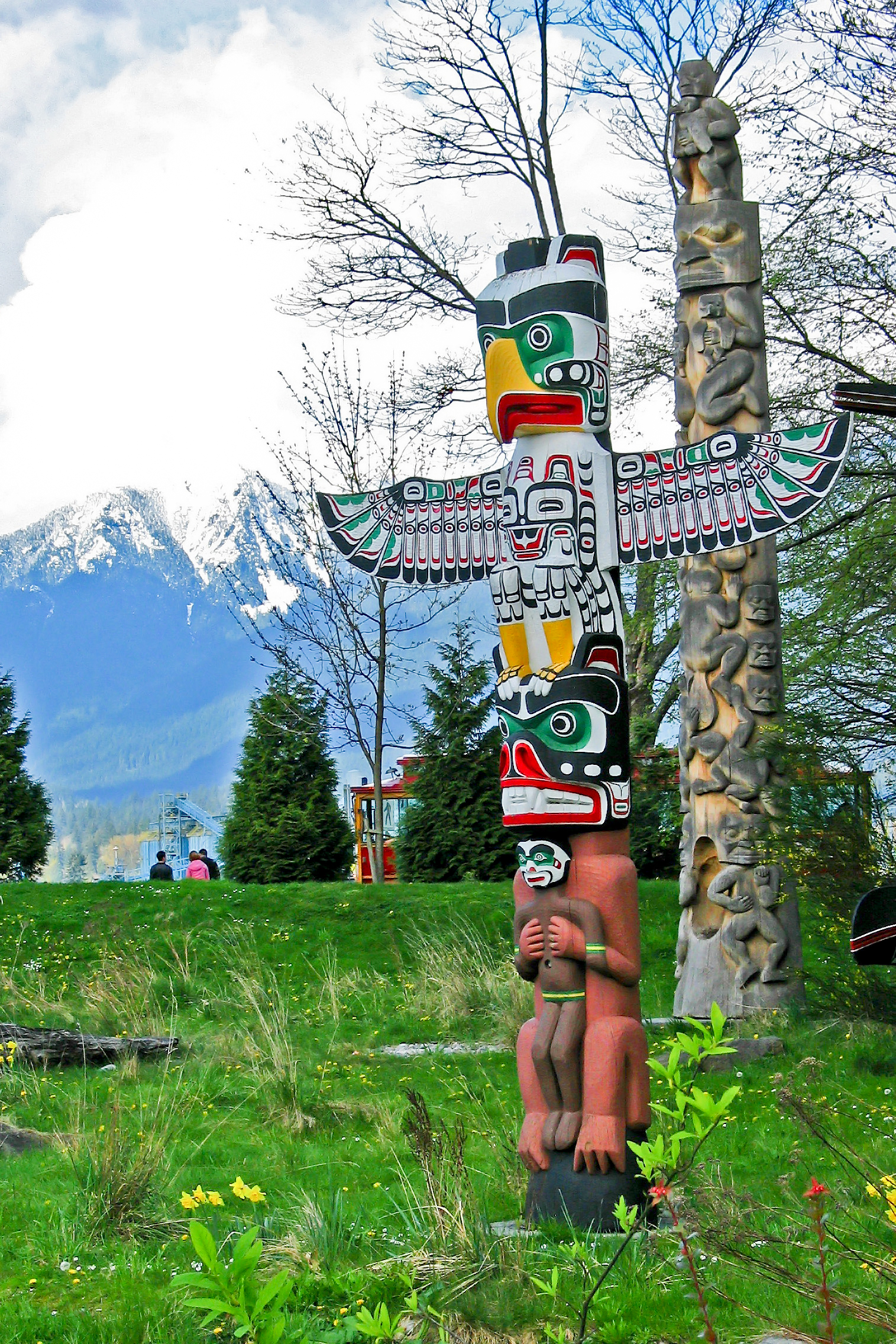
バンクーバー、スタンレーパークにて
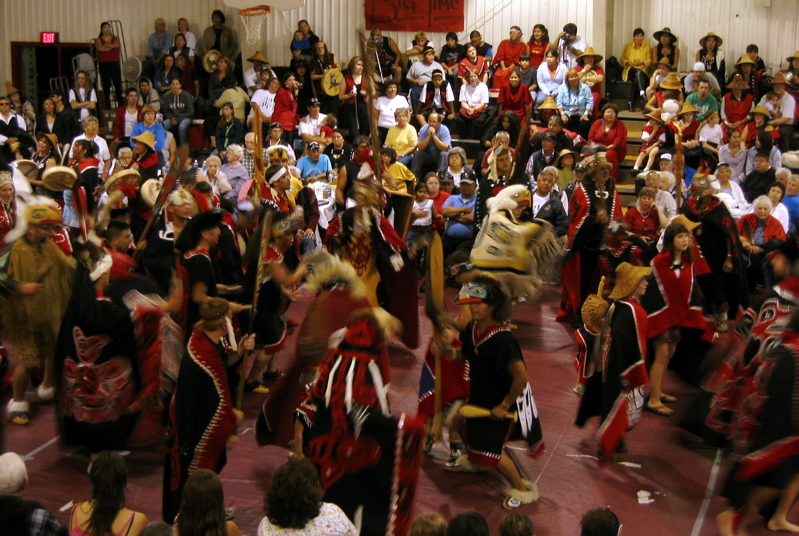
トーテムポールを立てる祝いの踊り、アラスカ州クラウォックにて
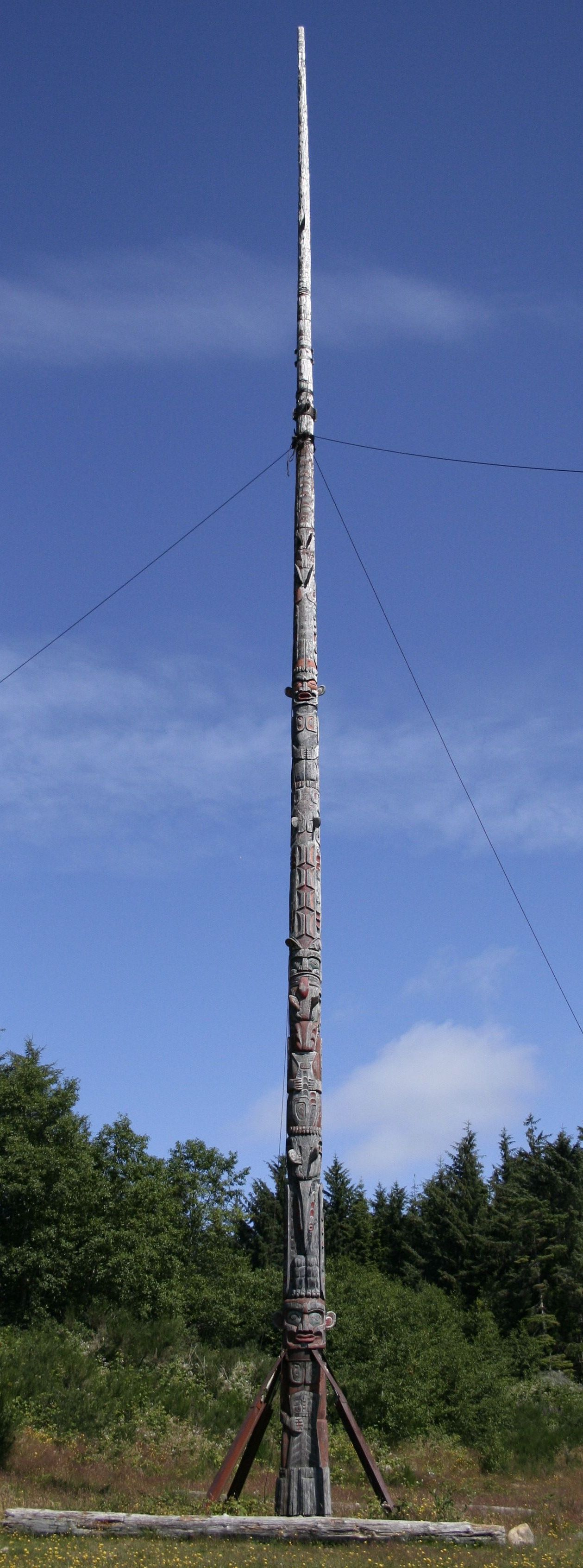
世界最長のトーテムポール（56.4m、アラートベイ近郊）
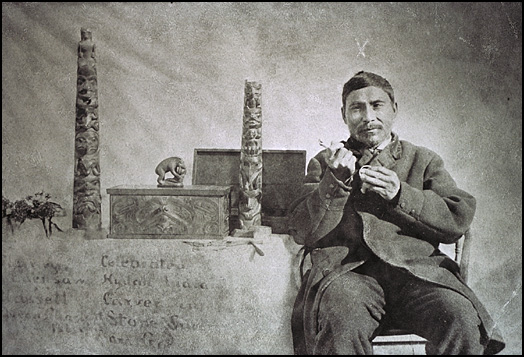
チャールズ・イーデンショウとアルジェライトの彫刻。トーテムポールの彫刻が２本ある
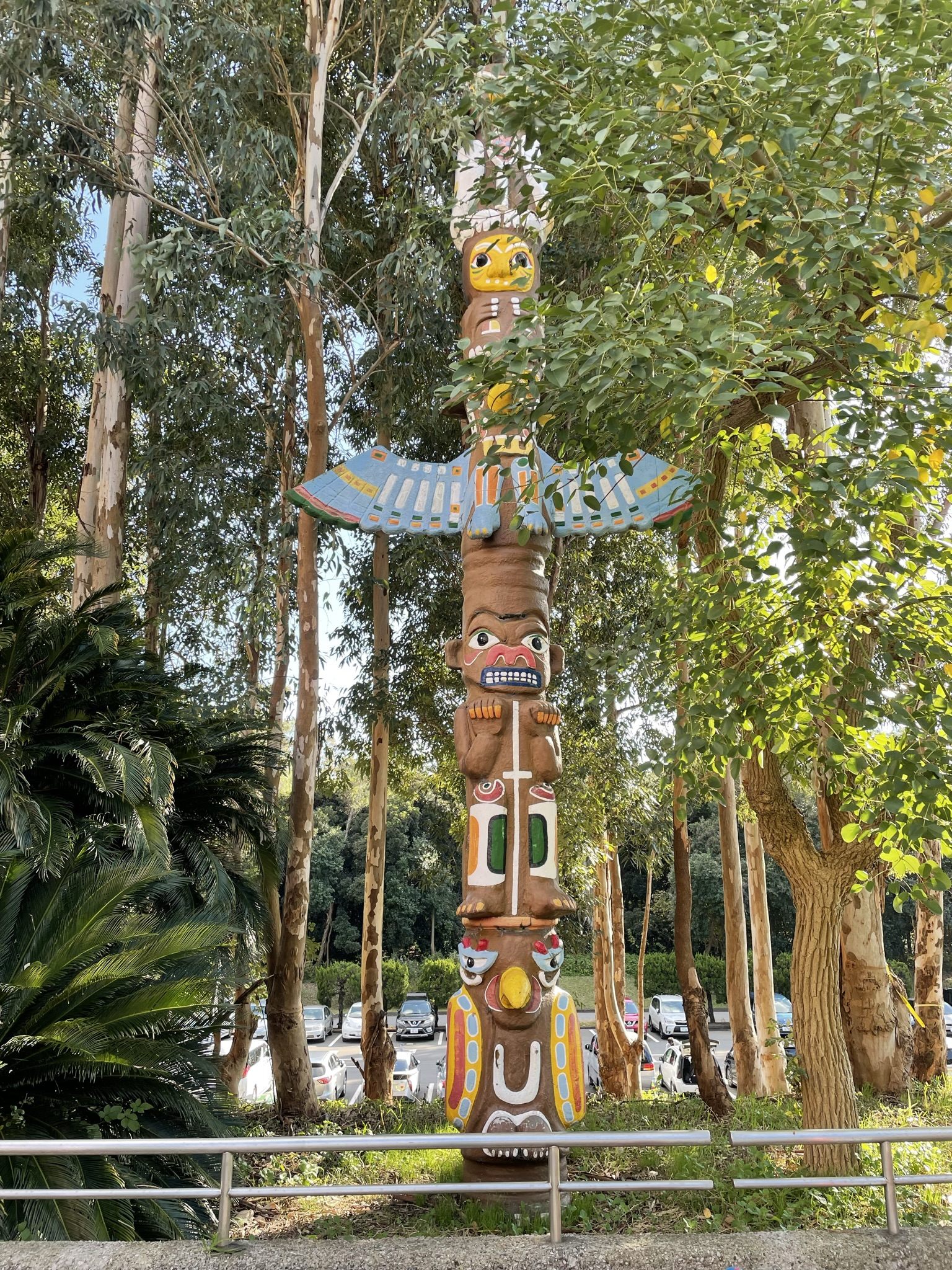
夢の島公園のトーテムポール
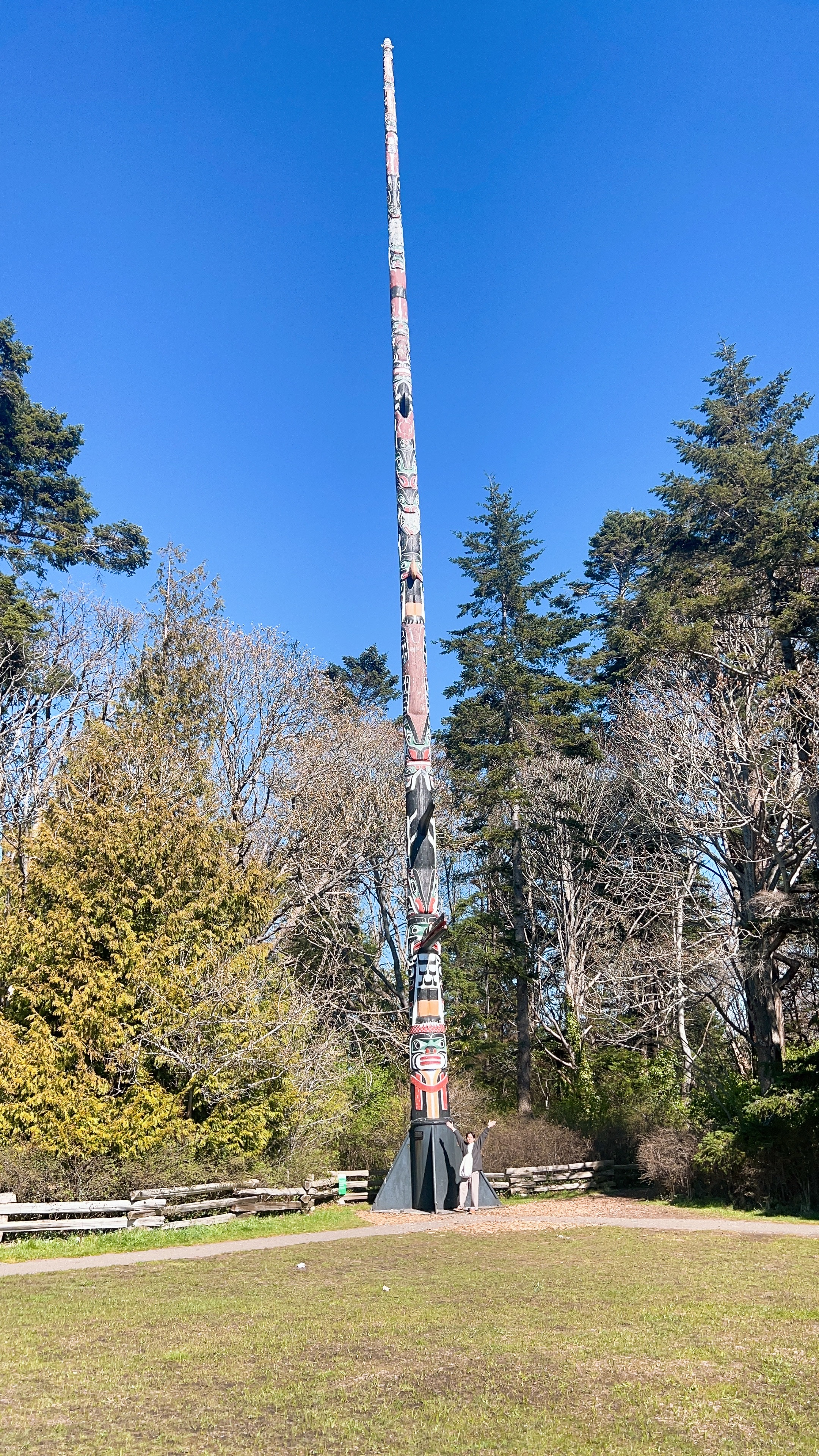
ビーコンヒルパークにて127フィート7インチ（38.9メートル）のトーテムポール